# لما بابا ينام
لما بابا ينام مسرحية كوميدية من بطولة يسرا وعلاء ولي الدين وحسن حسني وهشام سليم مقتبسة عن مسلسل إذاعي يحمل نفس الاسم من بطولة علاء ولي الدين وحسن حسني وكريم عبد العزيز وهاني رمزي. مات علاء ولي الدين في فترة عرض المسرحية قبل تصويرها تليفزيونياً، وبعد موته كانت هناك شائعات حول أن من سيقدم دوره هو أحمد رزق وشائعات أخرى حول ماجد الكدواني لكن لم تقدم المسرحية بعد ذلك.